# 寺本眞一
寺本 眞一（てらもと しんいち、1953年〈昭和28年〉3月5日 - ）は日本の政治家。元那智勝浦町長。中京大学法学部卒業。

## 人物
中京大学法学部を卒業後、和歌山県警察に就職。保険業や農業、町議を経て2010年（平成22年）1月に那智勝浦町長選で初当選。
2011年（平成23年）9月1日、紀伊半島豪雨の際には、自宅が流され妻と娘を亡くした。2013年（平成25年）12月の町長選では、豪雨からの復興の加速や防災の充実を訴え、300票差で再選した。2017年（平成29年）12月の町長選では2期8年の実績を強調し3選を目指したが、前町教育長の森崇に2757票の大差で破れ落選した。